# 21389 Pshenichka
21389 Pshenichka è un asteroide della fascia principale. Scoperto nel 1998, presenta un'orbita caratterizzata da un semiasse maggiore pari a 2,2030553 UA e da un'eccentricità di 0,0610763, inclinata di 1,98895° rispetto all'eclittica.